# Unité urbaine de Brignoles
L'unité urbaine de Brignoles est une unité urbaine française centrée sur la ville de Brignoles, sous-préfecture du Var dans la région Provence-Alpes-Côte d'Azur.

## Données démographiques
Dans le zonage réalisé par l'Insee en 2010, l'unité urbaine était composée de trois communes.
Dans le nouveau zonage réalisé en 2020, elle est composée des trois mêmes communes.
En 2022, avec 23 750 habitants, elle représente la 4e unité urbaine du département du Var et occupe le 12e rang dans la région Provence-Alpes-Côte d'Azur.

## Composition selon la délimitation de 2020
| Nom                      | Code Insee | Département | Statut       | Superficie (km2) | Population (dernière pop. légale) | Densité (hab./km2) | Modifier                                    |
| ------------------------ | ---------- | ----------- | ------------ | ---------------- | --------------------------------- | ------------------ | ------------------------------------------- |
| Brignoles (ville-centre) | 83023      | Var         | ville-centre | 70,53            | 17 846 (2022)                     | 253                | modifier les données · modifier les données |
| La Celle                 | 83037      | Var         | banlieue     | 21,00            | 1 647 (2022)                      | 78                 | modifier les données · modifier les données |
| Le Val                   | 83143      | Var         | banlieue     | 39,34            | 4 257 (2022)                      | 108                | modifier les données · modifier les données |

## Évolution démographique
| 1968   | 1975   | 1982   | 1990   | 1999   | 2010   | 2015   | 2021   |
| ------ | ------ | ------ | ------ | ------ | ------ | ------ | ------ |
| 10 386 | 11 846 | 12 841 | 15 043 | 16 932 | 21 847 | 22 801 | 23 526 |